# Annalisa Nisiro
Annalisa Nisiro (Faenza, 11 maggio 1973) è un'ex nuotatrice italiana.

## Carriera
Specializzata inizialmente nei 200 metri rana, è diventata in seguito anche una buona mistista, specie nei 400 metri: in entrambe le gare è stata più volte campionessa italiana. È stata campionessa europea juniores nel luglio del 1987 a Roma, sia nei 100 che nei 200 metri rana; a settembre dello stesso anno ha partecipato ai Giochi del Mediterraneo di Latakia, in Siria, vincendo la medaglia d'argento nei 200 metri rana.
Nel 1988 partecipa ai Giochi della XXIV Olimpiade di Seul arrivando alla finale B dei 200 metri rana, risultato ripetuto l'anno dopo agli europei di Bonn, in Germania. Come mistista vanta una finale europea nuotata ad Atene nel 1991. Lasciato l'agonismo è diventata allenatrice nel Nuoto club 2000 di Faenza.

## Palmarès
| Giochi olimpici          | 200 m rana             | ---         |
| 1988 Seul Corea del Sud  | 4ª in finale B 2'31"19 | ---         |
| Campionati europei       | 200 m rana             | 400 m misti |
| 1989 Bonn Germania Ovest | 1ª in finale B 2'32"88 | ---         |
| 1991 Atene Grecia        | ---                    | 7ª 4'55"72  |
| Giochi del Mediterraneo  | 200 m rana             | ---         |
| 1987 Latakia Siria       | Argento 2'33"62        | ---         |
| Europei giovanili        | 100 m rana             | 200 m rana  |
| 1987 Roma Italia         | Oro 1'12"82            | Oro 2'35"05 |

### Campionati italiani
8 titoli individuali e 3 in staffette, così ripartiti:
- 4 nei 200 m rana
- 4 nei 400 m misti
- 2 nella staffetta 4 × 200 m stile libero
- 1 nella staffetta 4 × 100 m mista

| Anno | Edizione    | st. libero 4 × 200 m | rana 200 m | misti 400 m | mista 4 × 100 m |
| ---- | ----------- | -------------------- | ---------- | ----------- | --------------- |
| 1989 | Primaverili | -                    | 1          | -           | -               |
| 1989 | Estivi      | -                    | 1          | -           | -               |
| 1990 | Primaverili | -                    | 1          | -           | -               |
| 1990 | Estivi      | -                    | -          | 1           | -               |
| 1991 | Primaverili | -                    | 1          | 1           | -               |
| 1991 | Estivi      | -                    | -          | 1           | -               |
| 1992 | Primaverili | -                    | 1          | 1           | -               |
| 1994 | Primaverili | 1                    | -          | -           | -               |
| 1994 | Estivi      | 1                    | -          | -           | 1               |